# Arabis kamelinii
Arabis kamelinii är en korsblommig växtart som beskrevs av Viktor Petrovitj Botjantsev. Arabis kamelinii ingår i släktet travar, och familjen korsblommiga växter. Inga underarter finns listade i Catalogue of Life.